# Record spagnoli di atletica leggera
I record spagnoli di atletica leggera rappresentano le migliori prestazioni di atletica leggera stabilite dagli atleti di nazionalità spagnola e ratificate dalla Real Federación Española de Atletismo.

## Outdoor

### Maschili
| Specialità           | Prestazione | Atleta                                                                        | Data              | Meanifestazione             | Luogo                             | Note  |
| -------------------- | --- | ----------------------------------------------------------------------------- | ----------------- | --------------------------- | --------------------------------- | ----- |
| 100 m                | 10"06 (+1,0 m/s) | Bruno Hortelano                                                               | 23 giugno 2016    | Meeting de Atletismo Madrid | Madrid, Spagna                    |       |
| 200 m                | 20"04 | Bruno Hortelano                                                               | 22 luglio 2018    | Campionati spagnoli         | Getafe, Spagna                    |       |
| 300 m                | 32"56 | Antonio Sánchez                                                               | 20 giugno 1987    |                             | Salamanca, Spagna                 |       |
| 400 m                | 44"69 | Bruno Hortelano                                                               | 22 giugno 2018    | Meeting de Atletismo Madrid | Madrid, Spagna                    |       |
| 800 m                | 1:43.74 | Kevin López                                                                   | 20 luglio 2012    | Herculis                    | Fontvieille, Principato di Monaco | [ 1 ] |
| 1000 m               | 2:16.13 | Fermín Cacho                                                                  | 6 settembre 1993  |                             | Andújar, Spagna                   |       |
| 1500 m               | 3:28.95 | Fermín Cacho                                                                  | 13 agosto 1997    | Weltklasse Zürich           | Zurigo, Svizzera                  |       |
| Mile                 | 3:47.79 | José Luis González                                                            | 27 luglio 1985    | Bislett Games               | Oslo, Norvegia                    |       |
| 2000 m               | 4:52.40 | José Manuel Abascal                                                           | 7 settembre 1986  |                             | Santander, Spagna                 |       |
| 3000 m               | 7:29.34 | Isaac Viciosa                                                                 | 9 luglio 1998     | Bislett Games               | Oslo, Norvegia                    |       |
| 5000 m               | 12:57.25 | Alemayehu Bezabeh                                                             | 4 giugno 2010     | Bislett Games               | Oslo, Norvegia                    | [ 2 ] |
| 5 km (road)          | 14:00 A | Abel Antón                                                                    | 28 settembre 2001 |                             | Soria, Spagna                     | [ 3 ] |
| 10000 m              | 27:14.44 | Fabián Roncero                                                                | 4 aprile 1998     |                             | Lisbona, Portogallo               |       |
| 10 km (road)         | 27:55 | Juan Carlos de la Ossa                                                        | 22 maggio 2005    | Great Manchester Run        | Manchester, Regno Unito           |       |
| 15 km (road)         | 42:51+ | Fabián Roncero                                                                | 1º aprile 2001    |                             | Berlino, Germania                 |       |
| 20000 m (pista)      | 58:37.8 | Mariano Haro                                                                  | 9 agosto 1975     |                             | San Sebastián, Spagna             |       |
| 20 km (strada)       | 56:51+ | Fabián Roncero                                                                | 1º aprile 2001    | Berlin Half Marathon        | Berlino, Germania                 |       |
| Ora                  | 20493 m | Mariano Haro                                                                  | 9 agosto 1975     |                             | San Sebastián, Spagna             |       |
| mezza maratona       | 59:52 | Fabián Roncero                                                                | 1º aprile 2001    | Berlin Half Marathon        | Berlino, Germania                 |       |
| 30000 m (pista)      | 1:36:07.8 | Carlos Pérez                                                                  | 2 settembre 1969  |                             | A Coruña, Spagna                  |       |
| 30 km (strada)       | 1:29:28+ | Fabián Roncero                                                                | 19 aprile 1998    | Rotterdam Marathon          | Rotterdam, Paesi Bassi            |       |
| Maratona             | 2:06:52 | Julio Rey                                                                     | 23 aprile 2006    | Hamburg Marathon            | Amburgo, Germania                 |       |
| 100 km (Strada)      | 6:23:44 | José María González Muñoz                                                     | 16 giugno 2006    |                             | Torhout, Belgio                   |       |
| 110 m ostacoli       | 13.33 (-0.4 m/s) | Jackson Quiñónez                                                              | 30 agosto 2007    | World Championships         | Osaka, Giappone                   | [ 4 ] |
| 110 m ostacoli       | 13.33 (+1.7 m/s) | Jackson Quiñónez                                                              | 31 agosto 2007    | World Championships         | Osaka, Giappone                   | [ 5 ] |
| 400 m ostacoli       | 49.00 | José Alonso                                                                   | 31 agosto 1987    | World Championships         | Roma, Italia                      |       |
| 3000 m siepi         | 8:07.44 | Luis Miguel Martín                                                            | 30 agosto 2002    | Memorial Van Damme          | Bruxelles, Belgio                 |       |
| Salto in alto        | 2.34 m | Arturo Ortíz                                                                  | 22 giugno 1991    |                             | Barcellona, Spagna                |       |
| Asta                 | 5.81 m | Montxu Miranda                                                                | 2 settembre 2000  |                             | Barcellona, Spagna                |       |
| Lungo                | 8.56 m (+1.3 m/s) | Yago Lamela                                                                   | 24 giugno 1999    |                             | Torino, Italia                    |       |
| Triplo               | 17.87 m (+1.2 m/s) | Jordan Díaz                                                                   | 26 giugno 2022    |                             | Nerja, Spagna                     |       |
| Peso                 | 21.47 m | Manuel Martínez                                                               | 10 luglio 2002    |                             | Salamanca, Spagna                 |       |
| Disco                | 69.50 m | Mario Pestano                                                                 | 27 luglio 2008    |                             | Santa Cruz de Tenerife, Spagna    |       |
| Martello             | 76.71 m | Javier Cienfuegos                                                             | 17 luglio 2013    |                             | Leganés, Spagna                   | [ 6 ] |
| Giavelotto           | 84.10 m | Odei Jainaga                                                                  | 6 settembre 2020  |                             | Madrid, Spagna                    |       |
| Decathlon            | 8526 pts | Francisco Javier Benet                                                        | 16–17 maggio 1998 |                             | Alhama de Murcia, Spagna          |       |
| Decathlon            | 10.72 (+2.9 m/s) (100 m), 7.45 m (-1.2 m/s) (long jump), 14.57 m (shot put), 1.92 m (high jump), 48.10 (400 m) / 13.83 (+1.8 m/s) (110 m hurdles), 46.12 m (discus), 5.00 (pole vault), 65.37 m (javelin), 4:26.81 (1500 m) |                                                                               |                   |                             |                                   |       |
| 3000 m walk (track)  | 11:14.63 | Paquillo Fernández                                                            | 2 luglio 2011     |                             | Cork, Irlanda                     |       |
| 5000 m walk (track)  | 18:27.34 | Paquillo Fernández                                                            | 8 giugno 2007     |                             | Villeneuve-d'Ascq, Francia        |       |
| 10000 m walk (track) | 37:53:09 | Paquillo Fernández                                                            | 27 luglio 2008    |                             | Santa Cruz de Tenerife, Spagna    |       |
| 10 km walk (road)    | 37:52 | Paquillo Fernández                                                            | 8 giugno 2002     |                             | Cracovia, Polonia                 |       |
| 20 km walk (road)    | 1:17:22 | Paquillo Fernández                                                            | 28 aprile 2002    |                             | Turku, Finlandia                  |       |
| 50 km walk (road)    | 3:38:43 | Valentí Massana                                                               | 20 marzo 1994     |                             | Ourense, Spagna                   |       |
| 4×100 m relay        | 38.46 | Spagna Eduard Viles Sergio Ruiz Bruno Hortelano Ángel David Rodrguez          | 18 agosto 2013    | World Championships         | Mosca, Russia                     | [ 7 ] |
| 4×400 m relay        | 3:01.42 | Spagna Eduardo Iván Rodríguez David Canal Antonio Andrés Antonio Manuel Reina | 11 agosto 2001    | World Championships         | Edmonton, Canada                  | [ 8 ] |
| 4×800 m relay        | 7:16.99 | Spagna Miguel Quesada José Manuel Cerezo Juan de Dios Jurado Eugenio Barrios  | 25 agosto 2006    | Memorial Van Damme          | Bruxelles, Belgio                 |       |
| 4×1500 m relay       | 14:46.16 | Spain · Jiménez · Pancorbo · A. García · Viciosa                              | 5 settembre 1997  |                             | Madrid, Spagna                    |       |

### Femminili
| Event                | Record | Athlete                                                                 | Date               | Meet                                | Place                         | Ref    |
| -------------------- | --- | ----------------------------------------------------------------------- | ------------------ | ----------------------------------- | ----------------------------- | ------ |
| 100 m                | 11.06 (+1.7 m/s) | Sandra Myers                                                            | 23 luglio 1991     |                                     | Vigo, Spagna                  |        |
| 200 m                | 22.38 (+0.3 m/s) | Sandra Myers                                                            | 30 agosto 1990     | European Championships              | Spalato, S.F.R. Jugoslavia    |        |
| 300 m                | 38.46 | Belén Recio                                                             | 11 agosto 2011     |                                     | Siviglia, Spagna              |        |
| 300 m                | 38.3 (ht) | Maria Julia Merino                                                      | 31 maggio 1987     |                                     | Burgos, Spagna                |        |
| 300 m                | 38.3 (ht) | Yolanda García                                                          | 6 giugno 2007      |                                     | Guadalajara, Messico          |        |
| 400 m                | 49.67 | Sandra Myers                                                            | 6 luglio 1991      | Bislett Games                       | Oslo, Norvegia                |        |
| 600 m                | 1:26.99 | Sandra Myers                                                            | 6 settembre 1993   |                                     | Andújar, Spagna               |        |
| 800 m                | 1:57.45 | Maite Zúñiga                                                            | 1º giugno 1988     |                                     | Siviglia, Spagna              |        |
| 1000 m               | 2:33.06 | Mayte Martínez                                                          | 13 settembre 2007  |                                     | Huelva, Spagna                |        |
| 1500 m               | 3:59.51 | Natalia Rodríguez                                                       | 28 agosto 2005     | IAAF Grand Prix                     | Rieti, Italia                 |        |
| Mile                 | 4:21.13 | Nuria Fernández                                                         | 7 settembre 2008   | IAAF Grand Prix                     | Rieti, Italia                 |        |
| 2000 m               | 5:47.81 | Julia Vaquero                                                           | 10 luglio 1996     |                                     | Nizza, Francia                |        |
| 3000 m               | 8:28.80 | Marta Domínguez                                                         | 11 agosto 2000     | Weltklasse Zürich                   | Zurigo, Svizzera              |        |
| 5000 m               | 14:44.95 | Julia Vaquero                                                           | 5 luglio 1996      | Bislett Games                       | Oslo, Norvegia                |        |
| 10000 m              | 30:51.69 | Marta Domínguez                                                         | 7 agosto 2006      | European Championships              | Gothenburg, Svezia            |        |
| 10 km (road)         | 32:06 | Rosa Morató                                                             | 31 dicembre 2009   |                                     | Barcellona, Spagna            |        |
| 15 km (road)         | 49:33+ | Julia Vaquero                                                           | 27 settembre 1998  | World Half Marathon Championships   | Uster, Svizzera               |        |
| One hour (track)     | 14326 m | Nuria de Miguel Hernández                                               | 23 dicembre 1983   |                                     | Madrid, Spagna                |        |
| 20000 m (track)      | 1:27:49.0 | María Antonia Griñó                                                     | 8 dicembre 1978    |                                     | Mataró, Spagna                |        |
| 20 km (road)         | 1:06:43+ | Julia Vaquero                                                           | 27 settembre 1998  | World Half Marathon Championships   | Uster, Svizzera               |        |
| 30 km (road)         | 1:44:00 | Ana Isabel Alonso Nieto                                                 | 15 ottobre 1995    |                                     | San Sebastián, Spagna         |        |
| Half marathon        | 1:09:59 | Rocío Ríos                                                              | 20 aprile 1997     |                                     | Azkoitia, Spagna              |        |
| Marathon             | 2:26:51 | Ana Isabel Alonso                                                       | 15 ottobre 1995    |                                     | San Sebastián, Spagna         |        |
| 100 km (road)        | 8:27:21 | Joaquina Casas                                                          | 16 febbraio 1992   |                                     | Palamós, Spagna               |        |
| 100 m hurdles        | 12.50 (+0.8 m/s) | Josephine Onyia                                                         | 1º giugno 2008     | ISTAF                               | Berlino, Germania             | [ 9 ]  |
| 400 m hurdles        | 54.34 | Sara Gallego                                                            | 25 giugno 2022     |                                     | Nerja, Spagna                 |        |
| 3000 m steeplechase  | 9:07.32 | Marta Domínguez                                                         | 17 agosto 2009     | World Championships                 | Berlino, Germania             | [ 10 ] |
| High jump            | 2.02 m | Ruth Beitia                                                             | 4 agosto 2007      |                                     | San Sebastián, Spagna         |        |
| Pole vault           | 4.51 m | Naroa Agirre                                                            | 10 maggio 2014     | 24th International Meeting          | Valladolid, Spagna            | [ 11 ] |
| Long jump            | 7.06 m (-0.1 m/s) | Niurka Montalvo                                                         | 23 agosto 1999     | World Championships                 | Siviglia, Spagna              |        |
| Triple jump          | 14.60 m (+0.4 m/s) | Carlota Castrejana                                                      | 1º luglio 2005     |                                     | Almería, Spagna               |        |
| Triple jump          | 14.60 m (+0.7 m/s) | Niurka Montalvo                                                         | 24 giugno 1994     |                                     | Havana, Cuba                  |        |
| Shot put             | 18.20 m | Irache Quintanal                                                        | 4 luglio 2007      |                                     | Barcellona, Spagna            |        |
| Discus throw         | 61.36 m | Sabina Asenjo                                                           | 2 agosto 2015      | Spanish Championships               | Castellón de la Plana, Spagna | [ 12 ] |
| Hammer throw         | 69.59 m | Berta Castells                                                          | 24 luglio 2012     |                                     | Manresa, Spagna               |        |
| Hammer throw         | 69.59 m (3rd throw) | Laura Redondo                                                           | 20 gennaio 2013    |                                     | Barcellona, Spagna            | [ 13 ] |
| Hammer throw         | 69.59 m (5th throw) | Laura Redondo                                                           | 20 gennaio 2013    |                                     | Barcellona, Spagna            | [ 13 ] |
| Javelin throw        | 64.07 m | Mercedes Chilla                                                         | 12 giugno 2010     | Liga de Clubes de División de Honor | Valencia, Spagna              | [ 14 ] |
| Heptathlon           | 5860 pts | María Peinado                                                           | 13–14 luglio 2002  |                                     | Castellón de la Plana, Spagna |        |
| Heptathlon           | 13.67 (+1.4 m/s) (100 m hurdles), 1.69 m (high jump), 12.41 m (shot put), 24.47 (+2.0 m/s) (200 m) / 6.10 m (+0.3 m/s) (long jump), 38.39 m (javelin), 2:17.94 (800 m)                                                         |                                                                         |                    |                                     |                               |        |
| Heptathlon           | 5860 pts | Laura Ginés                                                             | 2–3 luglio 2012    |                                     | Barcellona, Spagna            |        |
| Heptathlon           | 13.97 (+0.9 m/s) (100 m hurdles), 1.77 m (high jump), 13.18 m (shot put), 24.54 (+1.0 m/s) (200 m) / 5.70 m (+1.5 m/s) (long jump), 43.76 m (javelin), 2:24.05 (800 m)                                                         |                                                                         |                    |                                     |                               |        |
| Decathlon            | 6614 pts | María Peinado                                                           | 22–23 ottobre 2005 |                                     | Castellón de la Plana, Spagna |        |
| Decathlon            | 13.29 (0.0 m/s) (100 m), 30.93 m (discus), 3.00 m (pole vault), 31.13 m (javelin), 1:00.67 (400 m) / 14.53 (+0.3 m/s) (100 m hurdles), 5.62 m (+2.3 m/s) (long jump), 11.76 m (shot put), 1.63 m (high jump), 5:32.61 (1500 m) |                                                                         |                    |                                     |                               |        |
| 3000 m walk (track)  | 12:11.27 | Julia Takács                                                            | 12 giugno 2014     |                                     | Huelva, Spagna                |        |
| 5000 m walk (track)  | 20:30.04 | Julia Takács                                                            | 2 luglio 2014      | Spanish Championships               | Cáceres, Spagna               |        |
| 10000 m walk (track) | 42:23.37 | Julia Takács                                                            | 26 luglio 2014     | Spanish Championships               | Alcobendas, Spagna            | [ 15 ] |
| 10 km walk (road)    | 43:02 | María Vasco                                                             | 20 agosto 1998     |                                     | Budapest, Ungheria            |        |
| 20 km walk (road)    | 1:27:25 | María Vasco                                                             | 21 agosto 2008     | Olympic Games                       | Pechino, Cina                 | [ 16 ] |
| 4x100 m relay        | 42.58 | Spagna Sonia Molina-Prados Jaël Bastué Paula Sevilla Maria Isabel Pérez | 23 luglio 2022     | World Championships                 | Eugene, Stati Uniti d'America |        |
| 4x400 m relay        | 3:27.57 | Spagna Julia Merino Blanca Lacambra Sandra Myers Gregoria Ferrer        | 1º settembre 1991  | World Championships                 | Tokyo, Giappone               |        |
| 4x800 m relay        | 8:50.0 | Federación Catalana Romero Bes Bosch Rovira                             | 20 giugno 1990     |                                     | Manresa, Spagna               |        |
| 4x1500 m relay       | 18:43.44 | Mislata-Playas de Castellón Pico Francisco Peñarrocha Bachero           | 20 giugno 1990     |                                     | Castellón de la Plana, Spagna |        |

## Indoor

### Maschili
| Event         | Record | Athlete                                                                | Date               | Meet                                     | Place                        | Ref     |
| ------------- | --- | ---------------------------------------------------------------------- | ------------------ | ---------------------------------------- | ---------------------------- | ------- |
| 50 m          | 5.67 | Venancio José                                                          | 14 marzo 2001      |                                          | Madrid, Spagna               |         |
| 60 m          | 6.55 | Angel David Rodriguez                                                  | 8 febbraio 2013    | PSD Bank Meeting                         | Düsseldorf, Germania         | [ 17 ]  |
| 200 m         | 20.75 A | Bruno Hortelano                                                        | 14 marzo 2014      | NCAA Division I Championships            | Albuquerque, Stati Uniti     | [ 18 ]  |
| 300 m         | 34.0 | Antonio Sánchez                                                        | 27 febbraio 1988   |                                          | Vittel, Francia              |         |
| 400 m         | 45.93 | David Canal                                                            | 20 febbraio 2005   |                                          | Madrid, Spagna               |         |
| 500 m         | 1:02.00 | Antonio Manuel Reina                                                   | 18 febbraio 2009   |                                          | Siviglia, Spagna             |         |
| 800 m         | 1:45.25 | Antonio Manuel Reina                                                   | 3 marzo 2002       | European Championships                   | Vienna, Austria              |         |
| 1000 m        | 2:20.18 | Fermín Cacho                                                           | 14 febbraio 1992   |                                          | Madrid, Spagna               |         |
| 1500 m        | 3:33.32 | Andrés Manuel Díaz Díaz                                                | 24 febbraio 1999   |                                          | Il Pireo, Grecia             |         |
| Mile          | 3:52.56 | José Manuel Abascal                                                    | 27 febbraio 1983   |                                          | East Rutherford, Stati Uniti |         |
| 2000 m        | 4:52.90 | Sergio Sánchez                                                         | 23 gennaio 2010    |                                          | Oviedo, Spagna               |         |
| 3000 m        | 7:32.41 | Sergio Sánchez                                                         | 13 febbraio 2010   | Reunión Internacional Ciudad de Valencia | Valencia, Spagna             | [ 19 ]  |
| Two miles     | 8:32.45 | Manuel Pancorbo                                                        | 4 marzo 1992       |                                          | San Sebastián, Spagna        |         |
| 5000 m        | 13:11:39 | Alberto García                                                         | 9 febbraio 2003    | Indoor Flanders Meeting                  | Gand, Belgio                 |         |
| 50 m hurdles  | 6.48 | Javier Moracho                                                         | 22 febbraio 1981   |                                          | Grenoble, Francia            |         |
| 55 m hurdles  | 7.22 | Javier Moracho                                                         | 13 febbraio 1982   |                                          | Moscow, Stati Uniti          |         |
| 60 m hurdles  | 7.52 | Jackson Quiñonez                                                       | 24 febbraio 2008   | World Championships                      | Valencia, Spagna             |         |
| High jump     | 2.31 m | Arturo Ortíz                                                           | 18 febbraio 1990   |                                          | San Sebastián, Spagna        |         |
| High jump     | 2.31 m | Arturo Ortíz                                                           | 14 febbraio 1993   |                                          | Gundelsheim, Germania        |         |
| Pole vault    | 5.80 m | José Manuel Arcos                                                      | 27 febbraio 1999   |                                          | Saragozza, Spagna            |         |
| Long jump     | 8.56 m | Yago Lamela                                                            | 7 marzo 1999       | World Championships                      | Maebashi, Giappone           |         |
| Triple jump   | 17.04 m | Pablo Torrijos                                                         | 7 marzo 2015       | European Championships                   | Praga, Repubblica Ceca       | [ 20 ]  |
| Shot put      | 21.26 m | Manuel Martínez                                                        | 2 marzo 2002       | European Championships                   | Vienna, Austria              |         |
| Heptathlon    | 6 249 p. | Jorge Ureña                                                            | 28-29 gennaio 2017 | ESP-FRA-GBR-POL-CZE Combined Challenge   | Praga                        |         |
| Heptathlon    | \| 60 m \| Lungo \| Peso \| Alto \| 60 m hs \| Asta \| 1000 m \| \| ---- \| ------ \| ------- \| ------ \| ------- \| ------ \| ------- \| \| 6"91 \| 7,62 m \| 13,96 m \| 2,04 m \| 7"85 \| 5,00 m \| 2'40"06 \| |                                                                        |                    |                                          |                              |         |
| 3000 m walk   | 11:23.15 | Miguel Ángel Prieto                                                    | 17 febbraio 1991   |                                          | Siviglia, Spagna             |         |
| 5000 m walk   | 18:24.13 | Paquillo Fernández                                                     | 17 febbraio 2007   |                                          | Belfast, Regno Unito         |         |
| 4x200 m relay | 1:25.56 | Spagna López Ángel Heras Andrés Capellán Gay                           | 10 febbraio 1990   |                                          | Parigi, Francia              |         |
| 4x400 m relay | 3:06.60 | Spagna Carlos Meléndez David Canal Salvador Rodríguez Alberto Martínez | 3 marzo 2002       | European Championships                   | Vienna, Austria              |         |
| 60 m          | Lungo | Peso                                                                   | Alto               | 60 m hs                                  | Asta                         | 1000 m  |
| 6"91          | 7,62 m | 13,96 m                                                                | 2,04 m             | 7"85                                     | 5,00 m                       | 2'40"06 |

### Femminili
| Event         | Record                                                                                           | Athlete                                                             | Date             | Meet                    | Place                   | Ref           |
| ------------- | ------------------------------------------------------------------------------------------------ | ------------------------------------------------------------------- | ---------------- | ----------------------- | ----------------------- | ------------- |
| 50 m          | 6.28                                                                                             | Sandra Myers                                                        | 9 febbraio 1995  |                         | Madrid, Spagna          |               |
| 60 m          | 7.23                                                                                             | Sandra Myers                                                        | 13 marzo 1990    |                         | Madrid, Spagna          |               |
| 200 m         | 22.81                                                                                            | Sandra Myers                                                        | 15 marzo 1991    |                         | San Sebastián, Spagna   |               |
| 400 m         | 50.99                                                                                            | Sandra Myers                                                        | 10 marzo 1991    |                         | Siviglia, Spagna        |               |
| 800 m         | 1:59.52                                                                                          | Mayte Martínez                                                      | 8 febbraio 2004  | Indoor Flanders Meeting | Gand, Belgio            |               |
| 1000 m        | 2:38.80                                                                                          | Mayte Martínez                                                      | 24 febbraio 2005 |                         | Madrid, Spagna          |               |
| 1500 m        | 4:01.77                                                                                          | Nuria Fernández                                                     | 14 febbraio 2009 |                         | Valencia, Spagna        |               |
| Mile          | 4:33.06                                                                                          | Maite Zúñiga                                                        | 22 febbraio 1998 | Meeting Pas de Calais   | Liévin, Francia         |               |
| 2000 m        | 5:49.55                                                                                          | Marta Domínguez                                                     | 8 marzo 1998     |                         | Sindelfingen, Germania  |               |
| 3000 m        | 8:40.98                                                                                          | Marta Domínguez                                                     | 10 marzo 2001    | World Championships     | Lisbona, Portogallo     |               |
| 5000 m        | 16:35.18                                                                                         | Vanessa Galán                                                       | 8 febbraio 1998  | Indoor Flanders Meeting | Gand, Belgio            |               |
| 50 m hurdles  | 6.75                                                                                             | Josephine Onyia                                                     | 21 febbraio 2008 | GE Galan                | Stoccolma, Svezia       |               |
| 60 m hurdles  | 7.83                                                                                             | Glory Alozie                                                        | 15 marzo 2003    | World Championships     | Birmingham, Regno Unito |               |
| High jump     | 2.01 m                                                                                           | Ruth Beitia                                                         | 24 febbraio 2007 |                         | Il Pireo, Grecia        |               |
| Pole vault    | 4.56 m                                                                                           | Naroa Agirre                                                        | 17 febbraio 2007 |                         | Siviglia, Spagna        |               |
| Long jump     | 6.88 m                                                                                           | Niurka Montalvo                                                     | 10 marzo 2001    | World Championships     | Lisbona, Portogallo     |               |
| Triple jump   | 14.64 m                                                                                          | Carlota Castrejana                                                  | 4 marzo 2007     | European Championships  | Birmingham, Regno Unito |               |
| Shot put      | 17.94 m                                                                                          | Martina de la Puente                                                | 25 febbraio 1996 |                         | San Sebastián, Spagna   |               |
| Pentathlon    | 4381 pts                                                                                         | Bárbara Hernando                                                    | 19 febbraio 2011 | Spanish Championships   | Valencia, Spagna        | [ 21 ] [ 22 ] |
| Pentathlon    | 8.58 (60 m hurdles), 1.72 m (high jump), 13.08 m (shot put), 6.14 m (long jump), 2:16.22 (800 m) |                                                                     |                  |                         |                         |               |
| 3000 m walk   | 12:27.82                                                                                         | María Reyes                                                         | 3 marzo 1989     |                         | Budapest, Ungheria      |               |
| 4x200 m relay | 1:35.50                                                                                          | Spagna Cristina Castro Sandra Myers Gregoria Ferrer Blanca Lacambra | 10 febbraio 1990 |                         | Parigi, Francia         |               |
| 4x400 m relay | 3:31.86                                                                                          | Spagna Sandra Myers Julia Merino Gregoria Ferrer Esther Lahoz       | 10 marzo 1991    | World Championships     | Siviglia, Spagna        |               |